# ホレース・フッド
サー・ホレース・ランバート・アレクサンダー・フッド（英: Sir Horace Lambert Alexander Hood,KCB DSO MVO、1870年10月2日 – 1916年5月31日）は、イギリスの海軍軍人。最終階級は海軍少将。海軍の名門フッド子爵家の出身。将来を嘱望されたが、1916年のユトランド沖海戦で戦死を遂げた。

## 生涯
海軍の名門フッド子爵家に生まれる。父は第4代フッド子爵フランシス・フッド、母はエディス・ウォード（Edith Ward、1911年没）。夫妻の三男として生まれた。
1883年に12歳で海軍に入隊して、練習艦ブリタニカ乗組の訓練生となる。全科目で優秀な成績を収めてブリタニカを去ると、地中海艦隊の装甲艦テメレーア所属となる。以降はマイノーター、カライアピへと転属した。1889年、中尉となる。
1890年、昇進試験に合格して大尉に進級した。大尉昇進試験では、当時の試験最高得点4,398点（4,600点満点）をたたき出して、試験にパスした。
1897年、マフディー戦争下のナイル遠征時、フッドはエジプトに派遣されて砲艦指揮官としてオムドゥルマンの戦いを経験した。作戦終了後、中佐に進んだ。
南アフリカ戦争では輸送任務に従軍した。1903年に大佐に昇進、防護巡洋艦ヒヤシンス艦長となる。翌年、英領ソマリランドでの反植民地闘争に対処すべく、フッドはヒヤシンス水兵や同乗の王立ハンプシャー連隊らを指揮して夜間上陸を敢行、続けて白兵戦により現地勢力を制圧した。フッドはこの上陸戦・白兵戦の指揮で、殊功勲章を受勲した。
1910年から1913年にかけて王立海軍大学に在籍した。1913年5月に少将へと進み、ごく短期間ながら戦艦センチュリオンに乗艦した。
1914年、ウィンストン・チャーチル海軍大臣の首席補佐官に転じた。
1915年5月、新設された第3巡洋戦艦戦隊の司令官に任じられ、戦隊旗艦インヴィンシブルに将旗をかかげた。

### ユトランド沖海戦
1916年5月31日のユトランド沖海戦では、フッドは第3巡洋戦艦戦隊を率いて参加した。海戦序盤、サー・デイヴィッド・ビーティー司令官率いるイギリス巡洋戦艦戦隊は、ドイツ巡洋戦艦戦隊を主力のイギリス戦艦部隊（ジョン・ジェリコー司令長官直属）へ誘引して撃滅しようと試みた。フッド戦隊はもともとジェリコー主力部隊に属していたが、ジェリコー司令長官はビーティー戦隊の支援にフッド戦隊を派遣した。フッド戦隊は格下の敵偵察艦（軽巡洋艦ヴィースバーデン）を撃破しつつ、ビーティー戦隊と合流した。
当初、英独ともに双方の主力戦艦部隊が戦場に近づきつつあることを知らなかったが、さきに察知して撃滅しようとしたのはイギリス側であり、ジェリコー主力部隊はドイツ主力部隊を丁字戦法で捕捉する態勢に入った。その後、ドイツ主力部隊（ラインハルト・フォン・シェア司令長官直属）も遅れてジェリコー主力部隊を認めて遁走をはじめた。そこで、フッド戦隊はビーティー戦隊とともにこれを追撃したが、同日18時29分、フッドの旗艦インヴィンシブルに敵艦デアフリンガーの斉射が命中し、誘爆を起こしたインヴィンシブルは船体を真っ二つにして轟沈した。フッドも艦と運命を共にし、フッドを含む1,026名の乗組員が戦死した。
フッドの戦死後、エレン・フッド夫人のもとには二人の幼い息子が残された。この息子2人はのちにフッドの実家の爵位（フッド子爵位）を継ぐこととなる。

## 評価
歴史家アーサー・マーダーは「将兵中、最高の頭脳のひとり。戦死しなければ、まず間違いなく海軍元帥になっていただろう。」とフッドの戦死を惜しんでいる。

## 栄典
- 殊功勲章（DSO）- 1904年[3]
- バス勲章ナイト・コマンダー（KCB) - 1916年12月[12]
- ロイヤル・ヴィクトリア勲章コマンダー (CVO) [2]

## 家族
1910年1月19日にエレン・ニッカーソン（Ellen Nickerson、1950年没、旧姓トザリン（Touzalin）、A．E．トザリンの娘、G．ニッカーソンの元妻）と結婚して、二人の息子をもうけた。エレン夫人は夫の死後、巡洋戦艦フッドの進水式に参加して、同艦の進水を執り行った。
- （長男）サミュエル・フッド（英語版）（1910年 - 1981年） - 第6代フッド子爵
- （次男）アレクサンダー・ランバート・フッド（1914年 - 1999年）- 第7代フッド子爵